# Отношения Экваториальной Гвинеи и Японии
Отношения Японии и Экваториальной Гвинеи касаются дипломатических отношений между Республикой Экваториальная Гвинея и Японией.

## История
В ноябре 1968 года Япония официально утвердила Экваториальную Гвинею, которая стала независимой от Испании. Однако из-за географической удалённости и отсутствия исторических контактов дипломатические отношения между двумя странами не были установлены до октября 1980 года. С апреля 1981 года посольство Японии в Габоне в Либревиле стало иметь юрисдикцию над Экваториальной Гвинеей, а с января 1982 года посольство Гвинеи в Китае в Пекине также имеет юрисдикцию над Японией.

## Дипломатия

### Японский VIP-визит в Экваториальную Гвинею
Экваториальная Гвинея придает большое значение отношениям с развитыми странами, особенно с Испанией и Францией, поддерживает дружеские отношения с Японией. Однако, хотя Экваториальная Гвинея может похвастаться одним из самых высоких доходов в Африке, пропасть между богатыми и бедными велика, а демократия не так распространена и нестабильна в экономическом и политическом плане. По этой причине японские VIP-персоны посещают Экваториальную Гвинею редко.
В июне 2011 года заместитель министра иностранных дел Тиаки Такахаси стал первым действующим министром, посетившим Экваториальную Гвинею на 19-м заседании Исполнительного совета министров АС. Состоялись встречи с ключевыми деятелями африканских стран, в том числе с министром иностранных дел Экваториальной Гвинеи.

### Визит высокопоставленного лица Экваториальной Гвинеи в Японию
В 2006 году Теодоро Обианг Нгема впервые посетил Японию в качестве президента Экваториальной Гвинеи. В целях углубления двусторонних отношений состоялись обсуждения международных вопросов, таких как ситуация в Северной Корее и проекты разработки природного газа, в которых участвуют японские частные компании.
В 2013 году генеральный консул Министерства иностранных дел и сотрудничества Республики Экваториальная Гвинея Мокара Морейра посетил Японию и провел встречу с заместителем министра иностранных дел Масаджи Мацуямой.

## Экономический обмен
К 2019 году Япония предоставит Экваториальной Гвинее финансовую поддержку на общую сумму более 1,5 млрд иен. Япония является второй крупной страной-донором после Франции, Испании, США и Канады. Что касается содержания помощи, то акцент делается на области управления, развития частного сектора, рыболовства и развития сельского хозяйства, которые способствуют созданию институтов и сокращению бедности в Экваториальной Гвинее.
В торговле Экваториальной Гвинеи с Японией в 2019 году было зафиксировано большое положительное сальдо с Японией: экспорт составил 3 647 200 000 иен, а импорт — 39,8 миллиона иен. Причина этого в том, что она поставляет природный газ в Японию, а в 2008, 2009, 2011 и 2012 годах она была одной из 10 ведущих стран-импортеров сжиженного природного газа в Японии, что является важным ресурсом. Она также экспортирует минеральные ресурсы, такие как алюминий. С другой стороны, Япония экспортирует фармацевтические препараты и оборудование в Экваториальную Гвинею.
Кроме того, поскольку это одна из ведущих стран Африки по добыче природного газа, несколько японских компаний участвуют в разработке газовых месторождений. Marubeni и Mitsui участвуют в проекте природного газа с 2005 года. С 2007 года обе компании начали поставки сжиженного природного газа.